# Galo Plaza
Galo Lincoln Plaza Lasso de la Vega (New York, 17 febbraio 1906 – Quito, 28 gennaio 1987) è stato un politico ecuadoriano.
È stato Presidente dell'Ecuador dal 1º settembre 1948 al 31 agosto 1952. 
Inoltre è stato segretario generale della Organizzazione degli Stati americani dal 1968 al 1975.
Galo Plaza era figlio dell'ex Presidente Leónidas Plaza ed era esponente del Partido Liberal Radical Ecuatoriano, partito di stampo liberale.